# 이제학
이제학(李濟學, 1963년 12월 6일 ~ )은 대한민국의 정치인이다. 민선5기 서울 양천구청장이다. 2011년 6월 30일 대법원의 판결로 양천구청장직을 상실했다.

## 범죄사실
폭력행위등처벌에관한법률위반, 업무방해로 징역 1년, 집행유예 2년을 선고받았다. 1993년 복권되었다.

### 상대 후보 허위사실 유포
2010년 12월 3일, 이제학은 6·2 지방선거 운동 기간 동안 "무소속 추재엽 후보가 보안사 근무 시절 신영복 성공회대 석좌교수를 간첩으로 조작하려는 고문에 가담했다"는 내용의 허위사실을 유포해 공직선거법을 위반한 혐의로 기소되었다. 2011년 1월 27일 1심에서는 허위사실 공표 증거가 없다하여 무죄를 선고받았으나, 4월 14일 2심 판결에서는 벌금 250만원으로 당선 무효 판결을 받았다. 이제학 구청장은 이에 불복하여 이에 상고하였으나 2011년 6월 30일 원심이 확정되어,구청장직을 상실했다.
이제학은 상대 후보인 추재엽이 보안사 근무 시절 신영복을 간첩으로 조작하려는 고문에 가담했다고 주장했으나, 신영복은 보안사의 조사를 받지 않았다(허위사실유포).

### 아내 지역구 당직자에게 금품 제공
2011년 10·26재보궐선거에서 자신의 아내가 후보자로 나서자 이제학은 아내의 지역구에 있는 민주당 양천갑 지역위원회 사무국장에게 55만원을 제공했다.
2012년 6월 10일 공직선거법 위반으로 벌금 200만원, 추징금 55만원을 선고받았다.

### 불법 자금 수수
2019년 12월 9일 서울남부지방법원은 이제학의 구속영장을 발부했다.

## 학력
- 1969 ~ 1975 담양동초등학교 졸업
- 1975 ~ 1978 담양중학교 졸업
- 국제실업고등학교 중퇴 후 고등학교 과정 검정고시 이수
- 1983 ~ 1994 서강대학교 국문학 학사
- 연세대학교 대학원 행정학 석사
- 경기대학교 대학원 행정학 박사

## 경력
- 1998.08~2000.01 국회 (문화관광위원회) 보좌관
- 2002.05~2002.06 손학규경기도지사 취임준비위원회 부대변인
- 2002.09~2006.11 경기문화재단 기획조정실 실장, 대표권한대행
- 2004.07~2006.09 캐나다유학원 대표
- 2005.11~2007.12 민주평화 국민후보지지 운동본부 조직위원장
- 2006.09~2007.08 동아시아미래재단 사무처장
- 2007.08~2008.02 대통합민주신당 중앙위원
- 2007.11 양천선진평화연대 대표
- 2007.11~2007.12 대통합민주신당 제17대 대통령선거 양천갑 선대위 상임선대위원장
- 2007.11~2007.12 대통합민주신당 정동영 대통령후보 공보특보
- 2007.12 카르마웍스 경영기획이사
- 2008.06 민주당 양천구 갑 지역위원회 위원장
- 2008.08 경기대학교 행정대학원 겸임교수
- 2008~현재 경기대학교 행정학과 겸임교수
- 2010.07~2011.06 민선5기 서울특별시 양천구청장

## 역대 선거 결과
|  | 26.82% |

|  | 36.16% |